# Troubleboy Hitmaker
Troubleboy Hitmaker, de son vrai nom Lord Wensky jolissaint
, né le 19 décembre 1989 dans la ville du Cap-Haïtien, est un rappeur haïtien.

## Biographie

### Début
par la musique depuis son plus jeune age et influencé par le hip-hop américain à partir de l'année 2000, Troubleboy a lancé sa carrière musicale en 2011 avec un single titré « Crank that Moto », deux ans après la mort de sa mère. Il a eu son premier succès avec ce single. Aussi, il en a profité pour sortir son premier album un an plus tard.

### Discographie

#### Musique
« Shut up epi tande », sorti en 2012, est le titre de son premier album. Troubleboy est surtout connu pour ces deux méga hits : « Vwazin lan » sorti en 2012 et «Raz» en 2015. Le 1e novembre 2018, il a sorti un nouvel album : « Pral nan peyan m pou yo ». Des artistes haïtiens ont aussi collaboré sur cet album; à savoir : Fatima, Medjy Toussaint, Anie Alerte, Baky, Boukman Eksperyans et Steve J Bryan. C'est un album à travers lequel, Trouble Boy entend mettre en valeur la culture haïtienne,. Analysant le « text pressing » de cet album, le journaliste Websder Corneille montre que l'artiste est parvenu à une rupture chronologique et idéologique avec son ancien rap. L'artiste opère un divorce avec ses anciens tubes où il faisait la promotion d'un rap « bling-bling » et réussit, entre autres, à gratifier le public d'une musique qui "explore les traces du réalisme merveilleux des Haïtiens qui exprime l’utopie du mythe et l’hésitation sur « les mystères du vodou » ou de « Dieu dans le vodou haïtien », selon les calculs du chercheur sociologue Laënnec Hurbon, note Websder Corneille. En 2017, il a collaboré à l'album "First tape, First Step" de 45 soldiers.
L'artiste a fait une tournée pour la première fois aux États-Unis en mars 2020 où il commence déjà à rencontrer de nouveaux producteurs,.
Le 19 décembre 2020, il publie son dernier album intitulé l'aventure Continue  en featuring avec de nouvelles artistes féminines comme Rebecca Zama.

#### Documentaire
- The hit maker : The documentary est un documentaire qui, entre autres, retrace sa vie et sa carrière musicale[9].